# すずらん (お笑い)
すずらんは北海道で活動するお笑いコンビ。2000年11月結成。かつては吉本興業に所属。札幌吉本で活動ののち、2007年から東京進出、2014年10月より再び札幌に拠点を戻す。

## メンバー
- 山本 貴之（やまもと　たかゆき、1978年11月13日 - ）

ボケ・ネタ作り担当。立ち位置は向かって左。
北海道函館市出身。O型。函館工業高等専門学校卒業。
適当なノリでボケをひたすら重ねてゆく芸風。ハイキングウォーキングに 「久しぶりに（トークで）適当にボケていくやつが出てきた」、ペナルティのヒデに「基本適当でしょ？」と言われた。
2016年に結婚。娘がいる。
- シゲ（本名：杉村 繁宏（すぎむら しげひろ）[3]、1979年5月26日 - ）

ツッコミ担当。立ち位置は向かって右。
北海道札幌市出身。O型。北海道札幌東陵高等学校卒業。
猫背とハスキーボイスが特徴。
2018年に結婚し、その翌年に結婚式を挙げた。

## 来歴
山本は1999年にピン芸人としてデビュー（東京NSCの4期と同期）。シゲは2000年に奥本隆とのコンビ「なっとうチャーハン」としてデビュー（東京NSCの5期と同期）。シゲがコンビを解散してすぐに仲の良かった山本が声をかけ、2000年11月にコンビ結成。結成前に、シゲと山本の彼女（当時）と作家の3人が「2人が舞台に立っている夢」を見たという。コンビ名の由来は札幌市の花がスズランだからとされているが、実際には二人の好きな漫画の高校の名前から来ている。本来は漢字の鈴蘭になる予定だったが、当時の大阪で麒麟など漢字二文字のコンビ名が流行っていたことを知った山本の策略により平仮名になった。2003年結成の南海キャンディーズは当初コンビ名を「すずらん」にしていたが、本項のコンビがいたために改名した。
札幌事務所時代は、2002年に東京進出したタカアンドトシの穴を埋めるエース格として、テレビ、ラジオ、ドラマ、CDデビューなどいくつもの仕事を行っていた。M-1グランプリでは2002 - 2005および2010に3回戦に進出。北海道予選を経ての3回戦進出の最多記録（4回）保持者である。
2007年度より東京進出し、ヨシモト∞ホールを中心に活動。AGE AGE LIVEのB ageに主にランクインした。 2010年1月30日の第300回シチサンLIVEを担当するなど、MCとして高く評価されていた。
2014年10月から札幌吉本に拠点を戻した。「笑道」2015年度の年間優勝を最長芸歴・最年長で果たす。
2022年12月をもって札幌吉本を退社し、KeYSエンターテインメントに所属して北海道で活動する。退社後も、札幌吉本所属芸人とのユニット活動などは継続している。2025年1月、KeYSエンターテインメントを離れ、独立。

### "SNN"（すずらんネットリネットワーク）
- 2011年6月19日　よしもとの地域密着型プロジェクト（YNN）になぞらえて、すずらん“ネットリ”ネットワーク（SNN）と銘うった「全国にすずらんファンを増やす目的で各県担当ファン（先着1名が代表/支部長、以後はメンバー）を任命する」プロジェクトをルミネtheよしもと　なう。内で発表した。[8]
- 2011年8月10日「SNNツイキャス」をシゲのiPhone（ツイッターアカウント）で始めた。第1回の冒頭は作家ヨッシー邸からタイガーマスクの覆面をつけたシゲの1人放送であった。第2回はうどんと大盛りごはんを食べていた。第3回はメルヘン倶楽部たくがゲスト参加し長時間配信（トークのみ）。

## 芸風
主に漫才。山本がネタ・平場を問わずにひたすら適当なボケを重ね続ける。山本曰く、初期の札幌時代はスタイリッシュなコンビであったが、東京に出てこれでは駄目だと悟った事から「適当キャラ」を作り上げたと述べている。北海道のご当地ネタ漫才も多く持っている。

## エピソード
- 山本
  - 重度の人見知りであり、犬の心押見に「楽屋で一言も喋らない」と暴露された。初対面の人と会うと相方の後ろに隠れて様子を窺う。しかし心を開いた相手には日常生活でもよくボケる。上京後に仲の良い芸人がなかなか出来なかったため、2010年1月30日のシチサンLIVEで『山本友達オーディション2010〜冬の陣〜』を開催、その結果ミルククラウンの竹内と友達になれた。2011年1月14日ルミネtheよしもと　なう。の前日MC（初恋タロー）から「山本の人見知りを治す為にオリエンタルラジオを楽屋から呼んで来て話をする」という無茶振りがされ、それを拒否したが、紆余曲折の末に中田敦彦との対面が実現。初めは「5GAPを呼んで」などかたくなな態度をとっていたが、M-1予選でオリラジの武勇伝の直後の出番で全く笑いが起こらなかったトラウマを告白。その後に心を少し開いた[9]。
  - プロレス、カフェ、ショートケーキが好き。
  - 東京時代、MCを担当するときは後輩の出演者の名前をわざと微妙に変えて告知する（失恋ジロー、エイトバイエイト、ツンソヌ、北国兄弟、桃そ等）という小ボケを定番としていた。札幌復帰後はしていない。
  - 2011年7月から「こころ」という名前の犬を飼い始めた。犬の心の押見に「犬のこころを飼っています」と言い、ぽかんとされたという。
  - ワタナベエンターテインメント定期ライブ「WEL BATTLE」に南国姉妹、トンファーと共に出演してネタ対決に勝利した際、トロフィーを受け取りながら「ワタナベに移籍できるんですよね」とボケた[10]。
  - ミルククラウン竹内に「爆笑問題の太田さんのようなタイプ」と評された。
- シゲ
  - 柔道初段。コンビを組み立ての頃、相方の家でネタ合わせをしていて、彼女との電話のために外に出ていったが、途中で絡まれて血まみれで帰ってきた。柔道有段者にもかかわらず「俺はこれから芸人になるわけだから、そうやって暴力沙汰を起こすわけにいかない」という理由でやり返さなかったという。
  - 2010年11月、山本の適当キャラが定着してきたことに対して独自の秘策を練った結果、「新しいツッコミ・使わないツッコミ」を考えるに至った（例「段ボールの神様ぁ！？」「え？！落ち武者？兎？」）。しかし山本がその場でボケを呈示し「俺にはボケられないツッコミはないね」と喝破された[11]。
  - 2011年2月、タカアンドトシのタカから譲り受けた部屋から引っ越しをしたが、当日相方に勝手に漫画2箱分を売られ、後輩との食事代にされてしまった（翌3月4日の単独LIVEにてその模様を流した）[12]。またこの直後、札幌の母から引越し祝いにヒョウ柄の布団が届いた[13]。
- コンビ
  - コンビ仲が良い。誕生日などにプレゼントの交換をしており、舞台上ではお揃いの白い靴を履いていた。山本はプライベートでも常に相方との会話を求める。
  - コンビ揃って動物好きであるが、山本は臭いからという理由で触るのは嫌がる。シゲは動物が寄ってくる体質で、手を背中に回していたら鳩がとまったり、橋から川を見ていたところ野良タヌキ3匹が足元にいたりしたことがあったという。
  - コンビ揃ってジャニーズファンであり、「これだけは人に負けないもの」として山本は「SMAPのこと全般」、シゲは「関ジャニ∞のこと全般」を挙げている[14]。
  - 学校・施設慰問を行う「すずらん札幌笑劇団」や北海道の大学お笑いコンテスト「DAICON」を企画運営するなど、地域活動を熱心に行っている[15]。

## 出囃子
- 嵐「言葉より大切なもの」
- E-girls「おどるポンポコリン」
- 「The Rising Sun」
- ジンギスカン「ジンギスカン」

## 出演
- エンタの天使（日本テレビ） キャッチコピーは「キモカッコいい存在感」
- タカandトシのWebカレッジをやってみよう！（web）　「コミュニケーション力Up講座」プレゼン　＋ご褒美ネタ動画
- 第3回 沖縄国際映画祭 JIMOT CM COMPETITION（web）　「北海道・礼文町」編
- ルミネtheよしもと なう。（ルミネ楽屋USTREAM番組）
- ヨシモト∞ホール  渋谷ばちーんんん
- タカトシ牧場（北海道文化放送）
- エンプロ（北海道テレビ放送）
- 土曜プレゼンアワー（北海道文化放送）
- みんなのテレビ（北海道文化放送）
- いろはに千鳥（テレビ埼玉）
- ジンギス談（北海道放送）
- 有吉ぃぃeeeee!そうだ!今からお前んチでゲームしない?（テレビ東京、2019年9月22日[16]、2020年5月24日）
- アナザースカイⅡ（日本テレビ、2020年2月7日）
- 情報ワイド 夕方Don!Don!（北海道テレビ放送）
- EXITのアヤシイTV アチ〜の見つけました!（テレビ北海道、2022年8月20日）
- 孤独のグルメ2022大晦日スペシャル 年忘れ、食の格闘技。カニの使いはあらたいへん。（2022年12月31日、テレビ東京）／他出演 - スクランブル、コロネケン（束田）
- 錦鯉が行く!のりのり散歩（北海道テレビ、2024年7月27日）

### レギュラー
- 札幌よしもと・すずらんのホッカイどう？（HBCラジオ）
- ティーンリスナー獲得プログラム!ワンチャンレディオ（HBCラジオ）
- グッチーのGood Friday!（HBCラジオ 2022年4月1日 - ）※アシスタント
- 発見!すずランド（北海道文化放送）※「発見!タカトシランド」内のミニコーナー
- 週刊すずラジオ（さっぽろ村ラジオ 2022年4月 - 2025年2月）
- すずらんのJAGAさんぽ（エフエムおびひろ 2023年7月 - ）
- すずらん大学お笑い研究会（ココノススキノMID.α STUDIO 2024年1月 - ）